# LKA Longhorn

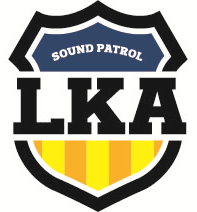
Logo

Das LKA-Longhorn ist ein Veranstaltungsort für Konzerte im Stuttgarter Stadtbezirk Wangen. Er wurde 1984 gegründet, hat Platz für 1.500 Zuschauer und galt in den 1980er Jahren als einer der größten Country & Western-Clubs außerhalb der USA. Seit den 1990er Jahren traten dort renommierte Künstler aus allen Bereichen der Rock- und Popmusik auf.

## Geschichte

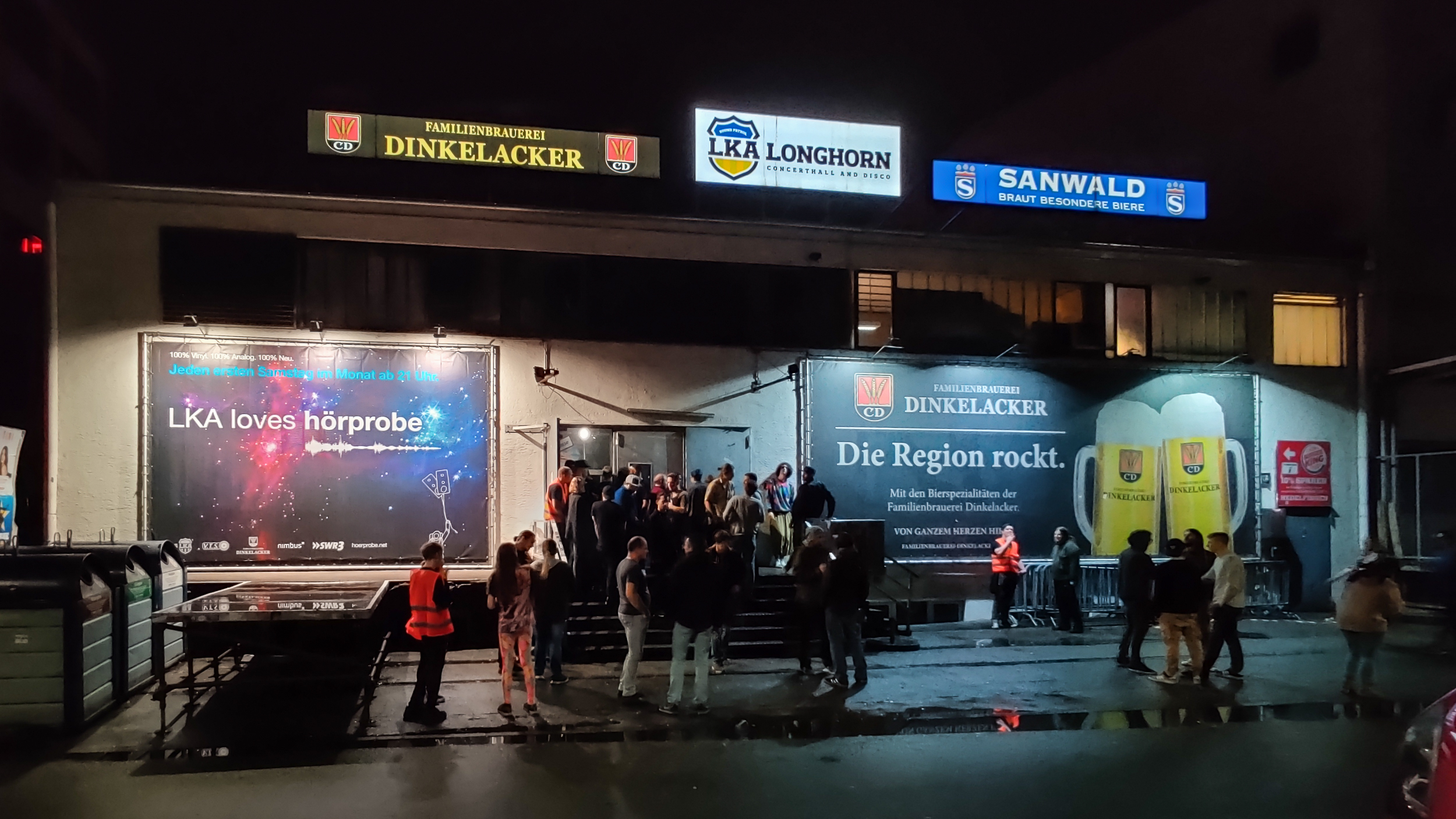
Eingangsbereich

Das Logo des Longhorn Country & Western Saloon mit den zwei Gründern

Im März 1984 wurde der Longhorn Country & Western Saloon von Inhaber Thomas „Tommy“ Filimonova eröffnet und bediente das Bedürfnis der in Stuttgart stationierten US-Militärs nach einem amerikanisch geprägten Lokal. Der Name lehnt sich an die texanische Rinderrasse an. Das Lokal erlangte schnell einen großen Bekanntheitsgrad, auch über Deutschlands Grenzen hinaus. An den Wochenenden gehörten Live-Bands wie Truck Stop und Dave Dudley zum regulären Programm. Nachdem der Nachrichtensender CNN im Juni 1984 über das Lokal berichtet hatte, reisten Besucher aus den USA nach Stuttgart, um das Lokal zu besuchen.
Ende 1984 fand dort der bundesweit erste öffentliche Männer-Striptease statt. Damals handelte es sich bei den Strippern um US-Soldaten; im Publikum waren keine Männer zugelassen. Diese Veranstaltung hatte zu der Zeit eine heftige Reaktion der Behörden zufolge, die gegen die Betreiber des LKA Bußgelder verhängten, weil „nichtgenehmigungsfähige Personendarbietungen“ in den Räumlichkeiten durchgeführt wurden. Jedoch ließen sie sich davon nicht beeindrucken und folgten der Philosophie, da Male-Strip in den USA entstanden sei, hätten ebenso US-Bürger in der BRD das Recht, ihre Kultur zu leben. Es folgten weitere US-typische Veranstaltungen wie Frauenboxen oben ohne, Schlamm-Wrestling oder dem speziell in Florida populären Wet-T-Shirt-Contest.
Nachdem im Jahr 1987 die Konzertagenturen auf das Lokal aufmerksam geworden waren, nutzte Nina Hagen das LKA-Longhorn erfolgreich als Konzertsaal. Es folgten Bobby Womack, Neon Judgement, The Fuzztones, Johnny Guitar Watson, The Pogues, Linton Kwesi Johnson und viele andere.
Als 1992 nach dem Ende des Kalten Krieges und dem Golfkrieg fast alle US-Soldaten aus Deutschland abgezogen wurden, strukturierten die Betreiber das Lokal um, außerdem wurde der Name in die heutige Bezeichnung umbenannt. Die Abkürzung LKA steht für Longhorn-Kultur-Austausch. Im Juni 1993 wurde das Lokal für einen zweimonatigen Umbau geschlossen. Danach wurde das LKA-Longhorn als Diskothek, Konzerthalle und Austragungsort für Promotion-Partys zum Beispiel für Philip Morris oder Daimler-Benz geführt.
Es traten deutsche und internationale Künstler auf, wie zum Beispiel: Roger Chapman, Die Ärzte, Sonata Arctica, Asaf Avidan, Emre Aydın, Bad Religion, Ginger Baker & Jack Bruce, Bellamy Brothers, Phillip Boa, Eric Burdon, Bushido, Canned Heat, Nick Cave, Death, Die Happy, Die Prinzen, Mic Donet, Faith No More, Dr. Feelgood, Einstürzende Neubauten, Extrabreit, Frauenarzt, Die Goldenen Zitronen, Die Fantastischen Vier, Farmer Boys, Doc Holliday, Fehlfarben, Golden Earring, Bruce Hornsby, In Extremo, Kraftklub, Kreator, Doro, Nina Hagen Molly Hatchet, J.B.O., Katatonia, Lacrimosa, Alvin Lee, Leningrad Cowboys, Living Colour, New Model Army, Nickelback (13. September 2005), Nirvana (am 29. August 1991 im Vorprogramm von Sonic Youth), Normahl, Slime, John Mayall, Monster Magnet, Alexander Marcus, The Pogues, Rammstein, Rollins Band, Jennifer Rostock, Sepultura, The Sisters of Mercy, Stanfour, The Sweet, Ten Years After, The Lords of the New Church, Steppenwolf, Toy Dolls, Truck Stop, Type O Negative, Uriah Heep, W.A.S.P., Edgar Winter, Wishbone Ash, The Offspring, 2raumwohnung.
Am 5. September 1993 gaben Paradise Lost im LKA Longhorn ein Konzert, das der Musiksender MTV für eine TV-Ausstrahlung aufzeichnete.
In der Corona-Pandemie 2020 erhielt der Musikclub eine umfassende Renovierung.

## Soziales Engagement

### Nachwuchsförderung im LKA-Longhorn
Neben einem vielfältigen Konzert- und Diskoprogramm engagiert sich das LKA-Longhorn bei der Förderung junger Bands. Um dem Nachwuchs eine eigene Plattform zu bieten, wurde bereits 1994 im LKA-Longhorn der Star Club bzw. der LKA-Live-Club ins Leben gerufen, um die Stuttgarter Musikszene zu unterstützen. Bis Anfang 2005 erhielten Stuttgarter Newcomer-Bands in diesem Rahmen die Möglichkeit, mit professioneller Technik und Anleitung einen realen Live-Auftritt zu bestreiten. Der damalige, hausinterne Organisator Thommy Mikkat leitete die Nachwuchsförderung bis Anfang 2005.

### Newcomer-Festivals
Aus organisatorischen Gründen entschied die Geschäftsleitung, das Thema Nachwuchsförderung nach 2005 nicht zu beenden. Vielmehr ging sie eine Kooperation mit diversen Veranstaltern ein, um jungen Künstlern weiterhin regelmäßig Wettbewerbe anbieten zu können und um ihnen eine Chance zu bieten, auf einer Bühne zu stehen. Bis heute standen hunderte Gruppen auf der LKA-Bühne. Einigen gelang auch der Sprung in die Öffentlichkeit, wie der Pforzheimer Gruppe Fools Garden im Jahr 1994.
Für dieses besonderen Bemühen im Sinne der popkulturellen Vielfalt erhielt das LKA einige Preise. Unterstützte Newcomer-Festivals und Veranstaltungen sind das Emergenza Festival und der Youngsterball, darunter das Band Boost Battle und das Metal-Fest nur die Harten komm’n in Garten.

## Preise und Auszeichnungen
- Club Award 2004 der Popakademie Baden-Württemberg als Bester nichtgeförderter Club 2004[8]
- Club Award 2005 der Popakademie Baden-Württemberg als Bester nichtgeförderter Club 2005[9]
- Club Award 2006 der Popakademie Baden-Württemberg als DASDING Publikumspreis[10]
- Gastro-Award 2009 in der Kategorie Club/Disco[11]
- MARS Award (Musik Award Region Stuttgart): In der Kategorie Beste Live-Location 2011[12]